# Ловиште
Ловиште (хорв. Lovište) — населенный пункт на юго-востоке Хорватии, в Дубровницко-Неретванской жупании, небольшой морской порт. Расположен на западном конце полуострова Пелешац, в красивой бухте на побережье Адриатического моря. Население составляет 244 человека.

## История
Поселок был основан в 1885 году. Название в переводе с хорватского означает «охотничье угодье», «район охоты». Старожилы называют его «Ловишче» (хорв. Lovišće). Официальная форма «Ловиште» возникла в результате приведения названия стандартам языка.
Несмотря на небольшой размер, в последнее время селение привлекает немало туристов, которые предпочитают местности уединенного, уютного характера и спокойный отдых.

## География
Территория Ловиште почти не имеет возвышений. Холмы не превышают 200 м над уровнем моря, а склоны пологие. Благодаря географическому положению и характеру местности в пределах поселка осадки редки, а количество солнечных часов достаточно велико. По некоторым данным, это число достигает 3000 часов солнечных часов в год, что больше, чем даже на острове Хвар.

## Фауна и флора
Распространена средиземноморская флора, кустарники, подлески, маквис и прибрежные вечнозеленые леса каменного дуба и сосны.
В водах вдоль берегов поселка можно найти колонии морской травы Posidonia и взятый под охрану вид двустворчатых periska, встречающийся только в чистой воде.
В западной части полуострова Пелешац, в окрестностях Ловиште, ещё встречается более 100 видов птиц. Из других известных видов — шакал (лат. Canis aureus), мангуст (лат. Mungos mungo), орешниковая соня, заяц (лат. Lepus europaeus), дикая свинья (лат. Sus scrofa), желтопузик (лат. Pseudopus apus), чёрный дрозд (лат. Turdus merula), жаба зелёная (лат. Bufo viridis), средиземноморская чайка (лат. Larus audouinii) и филин (лат. Bubo bubo).